# Municipio de Black (Pensilvania)
El municipio de Black (en inglés: Black Township) es un municipio ubicado en el condado de Somerset en el estado estadounidense de Pensilvania. En el año 2000 tenía una población de 980 habitantes y una densidad poblacional de 8 personas por km².

## Geografía
El municipio de Black se encuentra ubicado en las coordenadas 39°52′00″N 79°09′59″O / 39.86667, -79.16639.

## Demografía
Según la Oficina del Censo en 2000 los ingresos medios por hogar en la localidad eran de $28,958 y los ingresos medios por familia eran $36,125. Los hombres tenían unos ingresos medios de $27,321 frente a los $21,382 para las mujeres. La renta per cápita para la localidad era de $13,504. Alrededor del 16,9% de la población estaban por debajo del umbral de pobreza.